# Nochpeem
Nochpeem.- Pleme Indijanaca konfederacije Wappinger, porodica Algonquian, nastanjeno uranom 17 stoljeću na sjeveru okruga Putnam i jugu okruga Dutchess u New Yorku. Četiri njihova sela nalazila su se u dolini rijeke Hudson, to su bila: Canopus, u Canopus Hollowsu, Putnam County; Keskistkonk, možda na Hudson Riveru, u okrugu Putnam County; Nochpeem, na jugu okruga Dutchess County ; i Pasquasheck, možda na obali Hudson Rivera u okrugu Dutchess County. Četiri sela ovog plemena činila su 'sachemdom' Nochpem. Njihovo ime prvi puta se spominje 1644. u ugovoru koji je uslijedio nakon dvogodišnjeg ratnog perioda Kieft's Wara, što se vodio između Nizozemaca i plemena Wappinger iz Hudson Valleya, u kojemu su Nochpeemi igrali aktivnu ulogu. Glavno selo bilo im je u Canopus Hollowsu i uz ostala tri bila su označavana na Janssonius-Visscherovom zemljovidu (Janssonius-Visscher Map of Nova Belgica and/or Nieu Nederlandt), prvi put tiskana 1650. godine, što prikazuje područje od Cape Coda (Cape Malabare) pa do Delaware capesa. Uvozne europske bolesti, kao što su boginje, decimirale su ovdašnje domaće stanovništvo. Cook (1976) procjenjuje da su po 600 osoba imala plemena Nochpeem i Tankiteke. Od godine 1700. populacija cijele konfederacije Wappinger spala je na 1,000, a 1774. tek 300 na obje strane Hudsona. 

## Vanjske poveznice
- Native Americans Of Putnam County  Arhivirana inačica izvorne stranice od 27. rujna 2007. (Wayback Machine)